# Romestaing
Romestaing is een gemeente in het Franse departement Lot-et-Garonne (regio Nouvelle-Aquitaine) en telt 180 inwoners (2004). De plaats maakt deel uit van het arrondissement Marmande.

## Geografie
De oppervlakte van Romestaing bedraagt 15,7 km², de bevolkingsdichtheid is 11,5 inwoners per km².
De onderstaande kaart toont de ligging van Romestaing met de belangrijkste infrastructuur en aangrenzende gemeenten.

## Demografie
Onderstaande figuur toont het verloop van het inwonertal (bron: INSEE-tellingen).

1. ↑  Populations de référence 2022.